# Morgan Earp
Morgan Seth Earp (Pella, Iowa, 24 de abril de 1851 - Tombstone, Arizona, 18 de marzo de 1882) fue un alguacil del viejo oeste estadounidense. Era hermano de Wyatt y Virgil Earp, con quienes participó en el famoso tiroteo en el O.K. Corral.

## Biografía
Morgan Earp fue el tercer y último hijo de Nicholas Porter Earp y Virginia Ann Cooksey. Nació en Pella, Iowa, el 24 de abril de 1851, siendo sus dos hermanos mayores Virgil y Wyatt Earp. Morgan acompañó a Wyatt a Wichita (Kansas) en 1877. Más adelante se mudó a Dodge City (Kansas), ocupando el cargo de policía en el condado de Ford (Kansas). En la primavera de 1879 la ciudad vive su declive como ciudad ganadera y Morgan se traslada a Butte (Montana), siguiendo el rastro de los buscadores de oro. En 1880 se une a sus hermanos y se dirige a Tombstone, Arizona.
Tras el tiroteo en el O.K. Corral, Morgan es juzgado junto a Doc Holliday y sus hermanos Wyatt y Virgil, siendo exculpados en 1881.
El 18 de marzo de 1882 Morgan es asesinado mientras juega al billar con su hermano Wyatt. Todavía se especula sobre como fue su asesinato, pero hay algunas versiones concretas de que lo asesinó el bandolero Johnny Ringo con un revólver desde el exterior de la sala de billar.
- Datos: Q709373
- Multimedia: Morgan Earp / Q709373